# Tempeh Tengah
Tempeh Tengah is een bestuurslaag in het regentschap Lumajang van de provincie Oost-Java, Indonesië. Tempeh Tengah telt 7475 inwoners (volkstelling 2010).